# 梅山收七怪
《梅山收七怪》（英語：Na Cha and the Seven Devils）是1973年上映的一部香港電影，由山内铁也指导，井莉等人出演，该作主要讲述的是哪吒因为偷吃蟠桃导致七个妖怪的出现，随后与其他人一起收服七怪的故事。该作根据小说《封神榜》改编。

## 劇情簡介
上古时期，哪吒因为偷吃仙蟠桃，结果导致蟠桃掉落人间然后被七个动物吃掉，并成精，死后哪吒出面打败了这七个妖怪，但是这几个妖怪却引来了梅山七怪，后来还是杨戬等人出面，才将妖精们完全制服。

## 演员
- 井莉
- 金霏
- 安平
- 王菲
- 山茅
- 葛香亭
- 矮子王
- 岳阳
- 游龙
- 常枫

## 備註
1. ↑  廖金凤. . 2003年.
2. ↑  . 2000年.
3. ↑  吴昊. . 2004年.
4. ↑  . 1995年.
5. ↑  邱淑婷. . 2007年.

## 相关
梅山七怪

## 相關連結
- 互联网电影数据库（IMDb）上《梅山收七怪》的资料（英文）
- 豆瓣电影上《梅山收七怪》的資料 （简体中文）
- 香港影庫上《梅山收七怪》的資料（繁體中文）
- 时光网上《梅山收七怪》的資料（简体中文）